# Озеро Святе (Волинська область)
О́зеро Святе́ — гідрологічна пам'ятка природи загальнодержавного значення в Україні. Розташована в межах Ковельського району Волинської області, при південно-західній околиці села Тур. 
Площа 44 га. Створена в 1975 році на підставі розпорядження Ради Міністрів Української РСР від 14.10.1975 № 780. Перебуває у віданні філії «Ратнівське лісомисливське господарство», Заболотівське л-во, кв. 21, вид. 17, 18. 
Охороняється озеро карстового походження з прилеглою територією. Глибина озера — до 8 м. (за іншими даними — місцями до 15 м). Вода чиста, прозора. Водяна рослинність бідна. Береги піщані, порослі сосновим лісом, у якому також зростають дуб звичайний віком понад 120 років та береза бородавчаста віком понад 50 років. У трав'яно-чагарниковому покриві переважають чорниця, брусниця, трапляється мучниця звичайна.
Орнітофауна пам'ятки природи представлена різними видами куликів: баранці звичайний і великий, кулик-сорока, коловодники звичайний і болотяний, побережник білохвостий; диких качок: крижень, шилохвіст, широконіска, чирянки велика і мала та іншими видами навколоводних і водоплавних птахів. Із ссавців трапляється та бобер європейський.

## Галерея

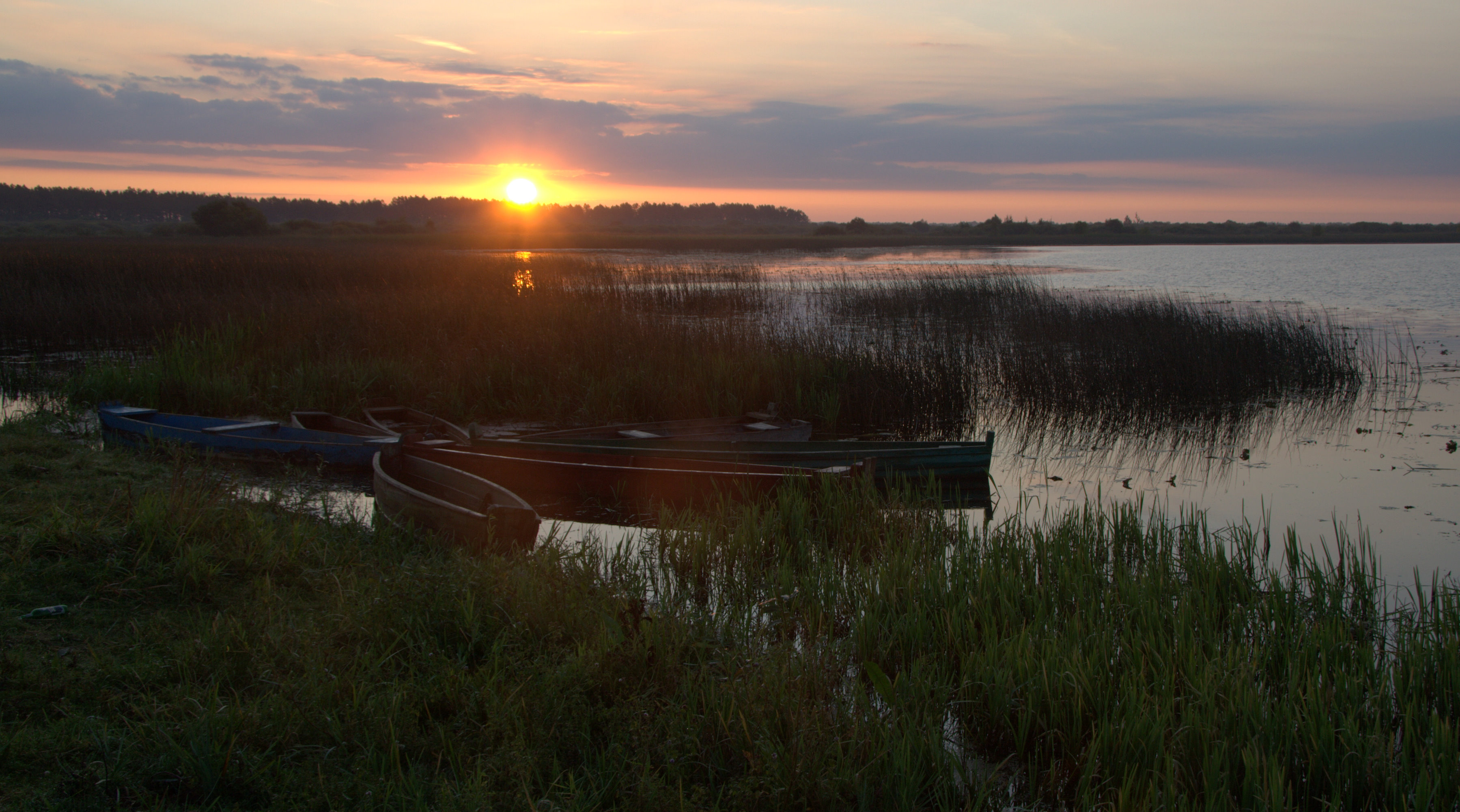
Ранок на озері у вересні 2011 року
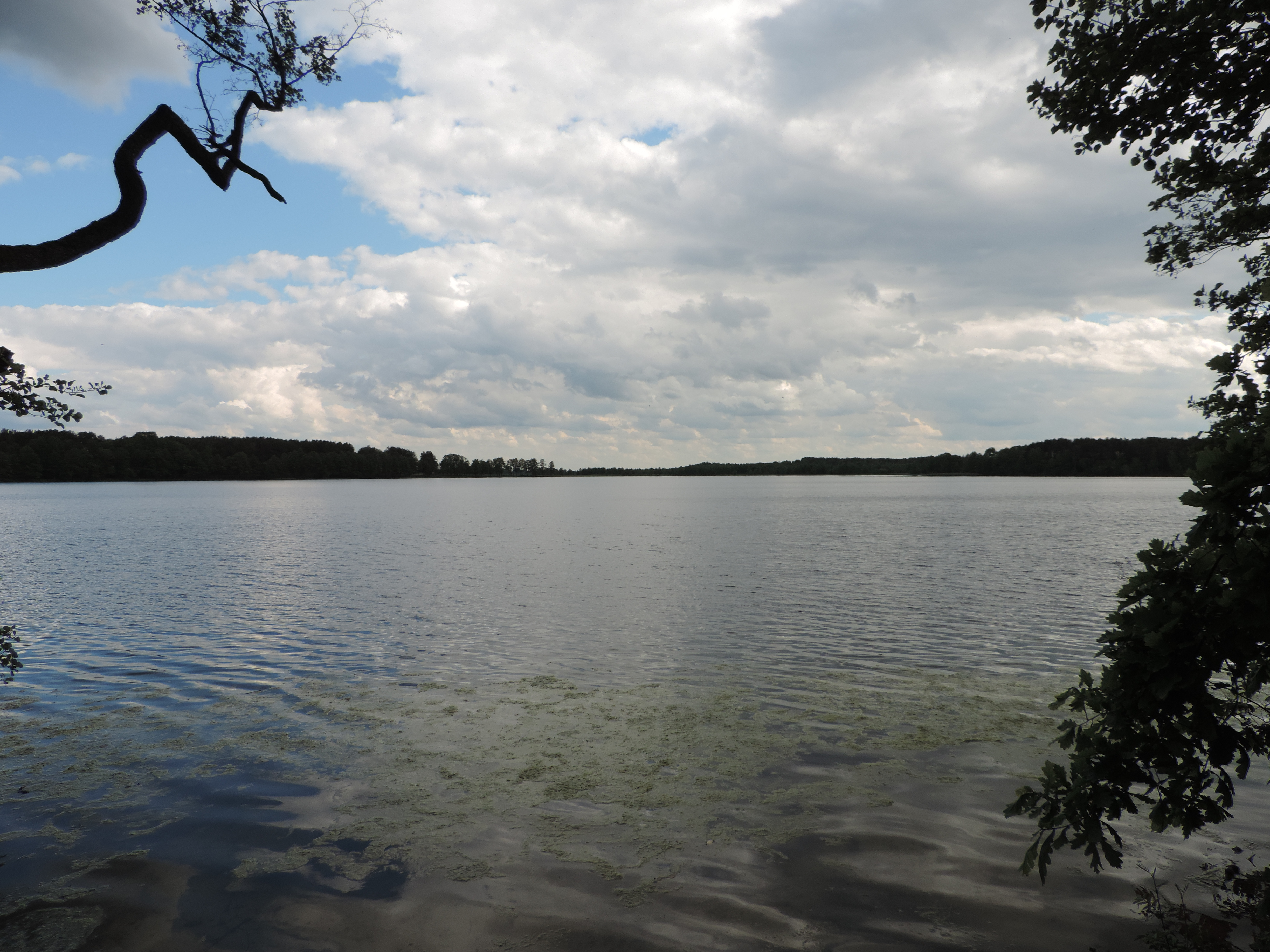
У червні 2020 року
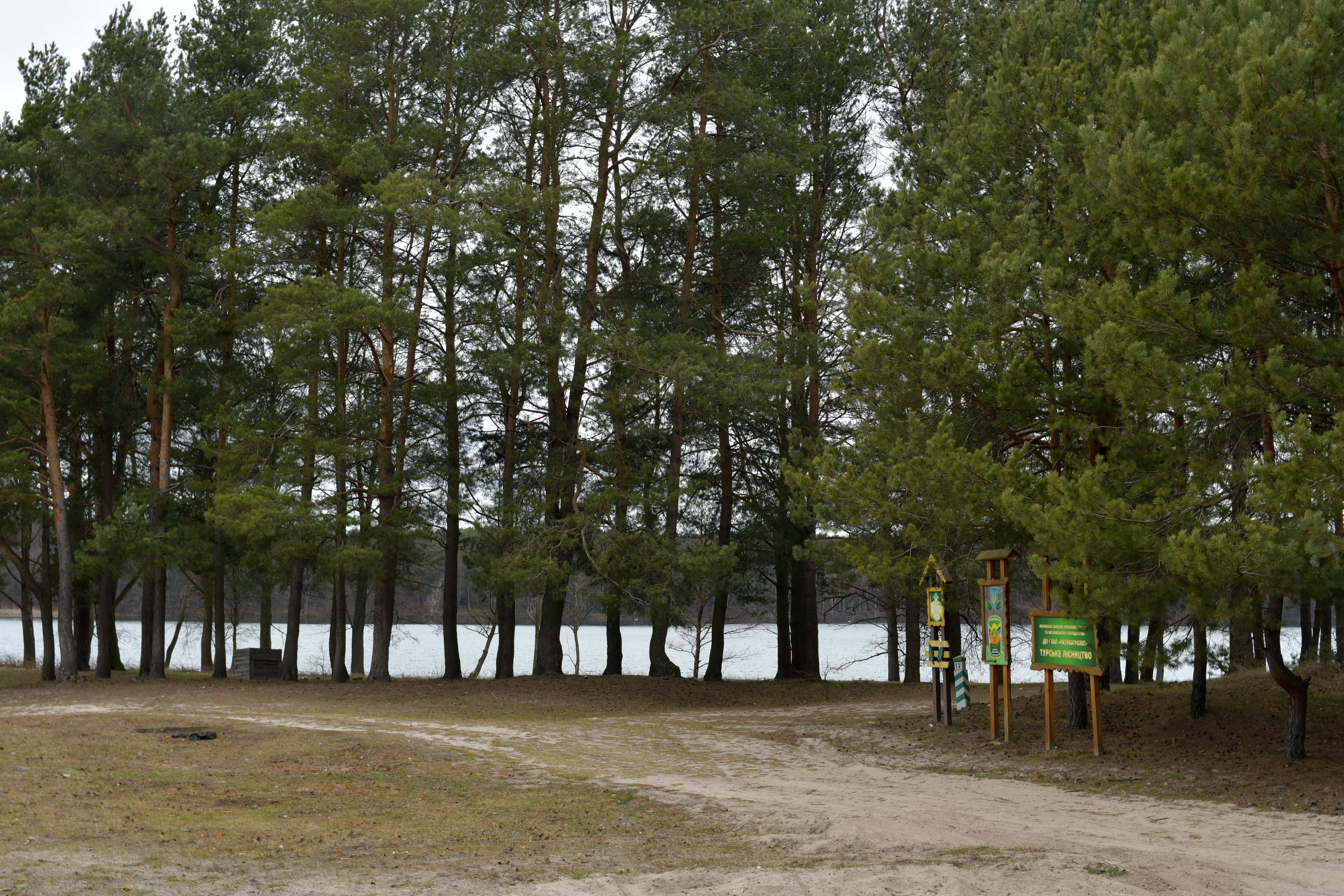
Вигляд з дороги
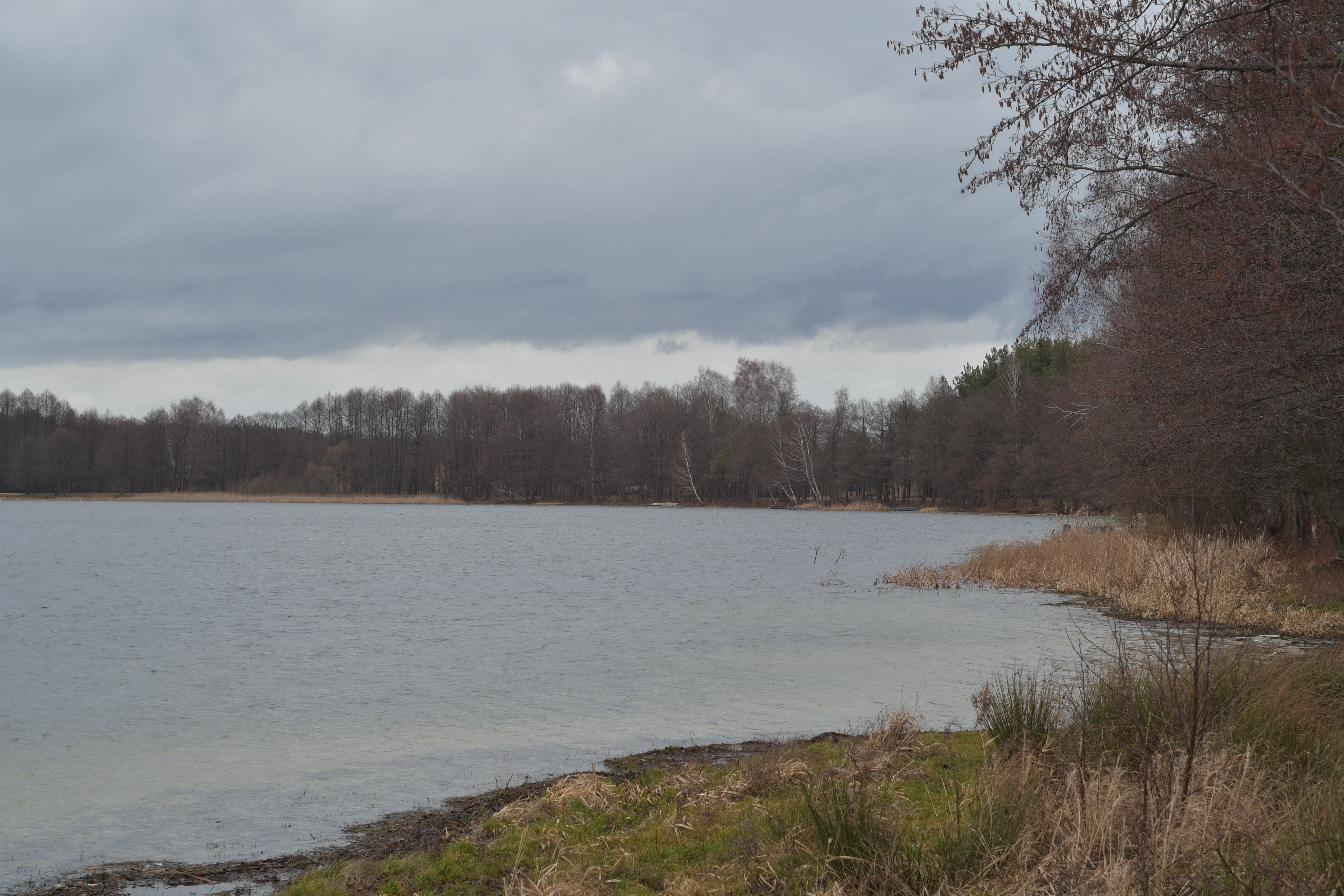
Східний берег
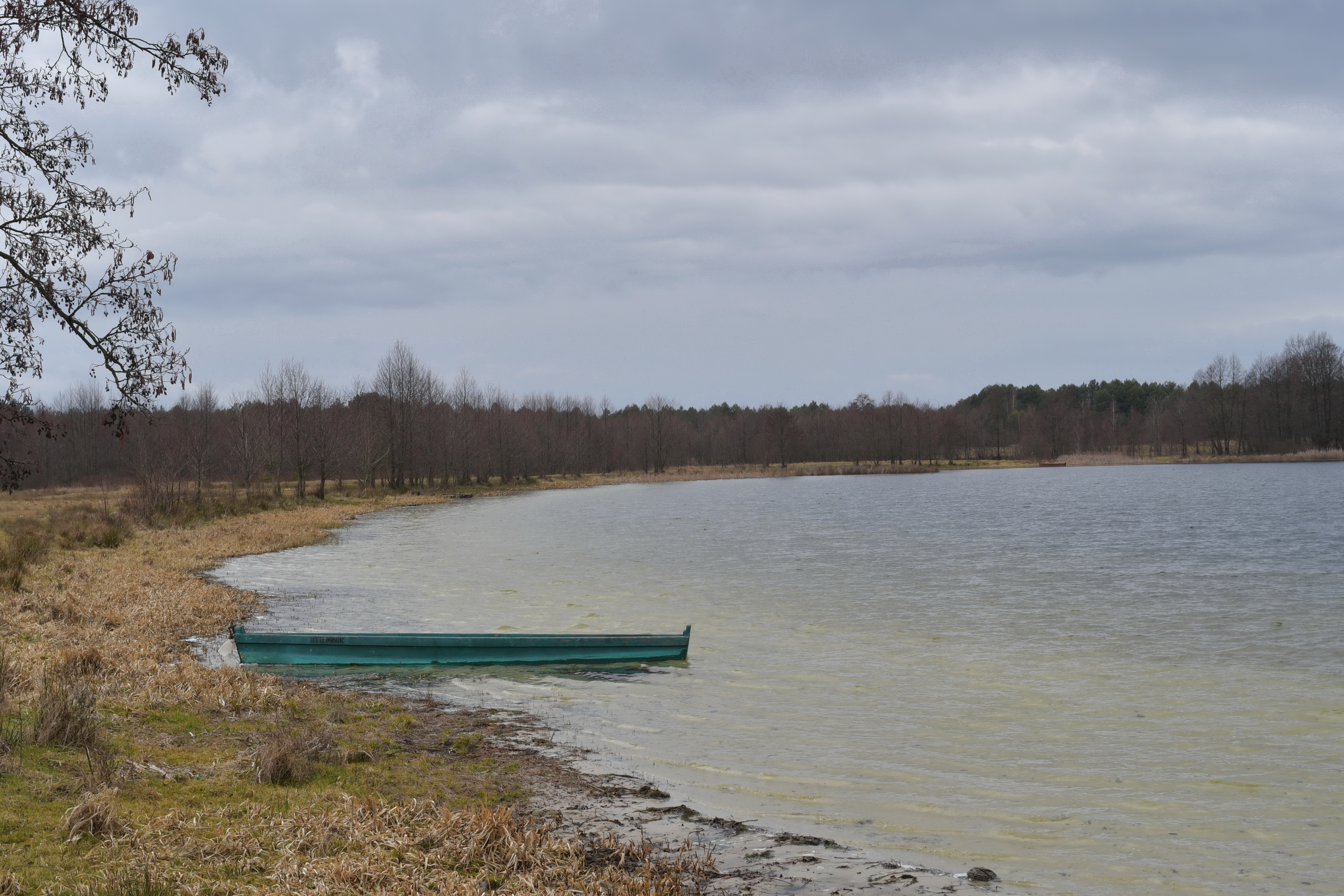
Південний берег
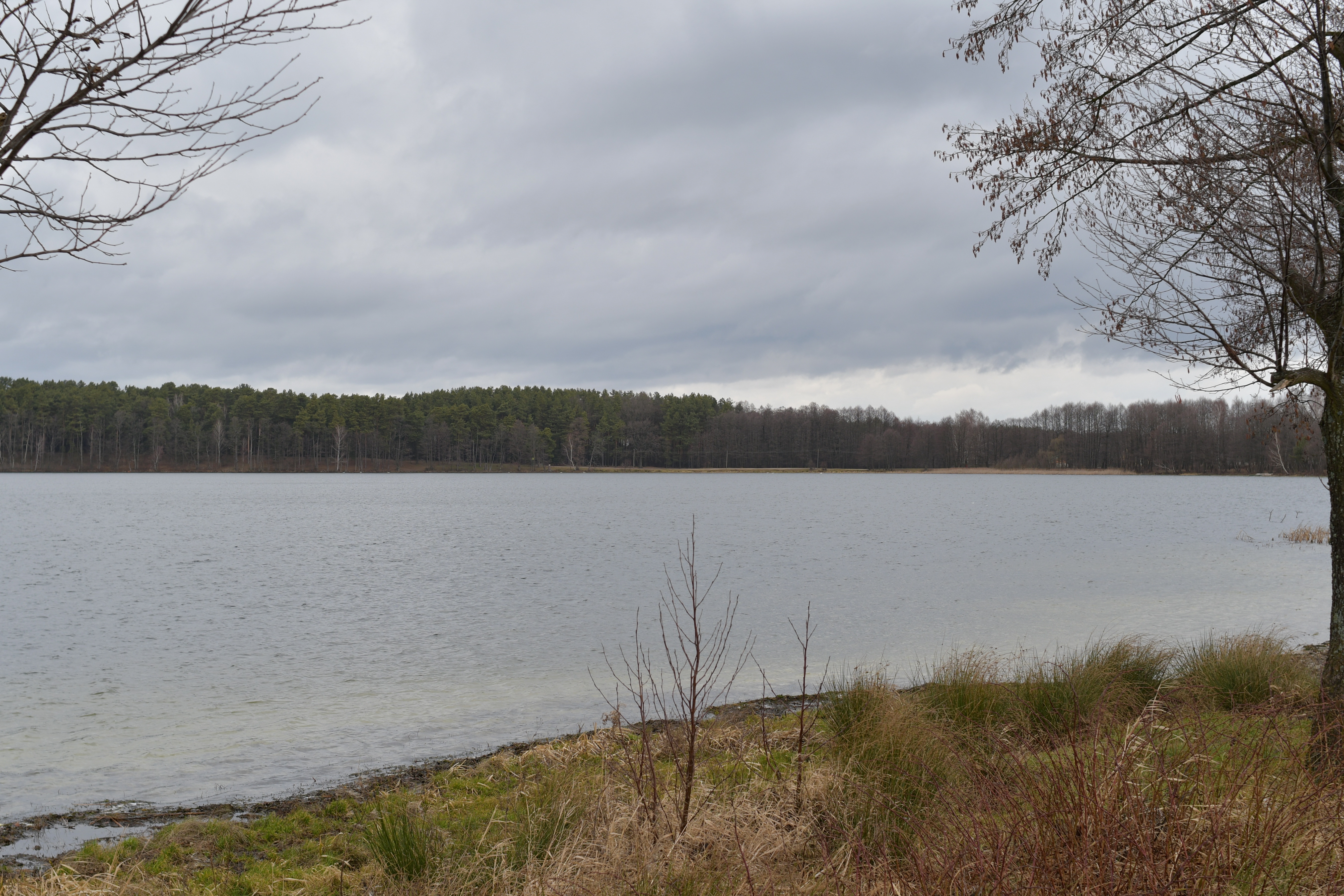
Західний берег